# Zībāmakān
Zībāmakān (persiska: زیبامکان) är en ort i Iran.   Den ligger i provinsen Bushehr, i den södra delen av landet, 900 km söder om huvudstaden Teheran. Zībāmakān ligger 632 meter över havet och antalet invånare är 206.
Terrängen runt Zībāmakān är huvudsakligen kuperad, men den allra närmaste omgivningen är platt. Runt Zībāmakān är det ganska glesbefolkat, med 31 invånare per kvadratkilometer. Närmaste större samhälle är Jam, 1,6 km öster om Zībāmakān. Omgivningarna runt Zībāmakān är i huvudsak ett öppet busklandskap.